# Эйприл Ладгейт
Роберта Эйприл Ладгейт-Дуайер — персонаж комедийного сериала «Парки и зоны отдыха», снятый компанией NBC. Впервые появляется в сериале в виде апатичной студентки, поступившей в качестве стажера Департамент парков и зон отдыха Пауни; впоследствии была принята помощником Рона Свонсона.
Позже становится заместителем начальника отдела по контролю за животными.
Эйприл стала популярной, благодаря её чересчур готическому поведению и юмору в стиле «невозмутимость».
Роль была написана специально для актрисы Обри Плаза.

## Обзор
Эйприл Ладгейт — студентка колледжа, которая начала работать в качестве стажёра в Департаменте Парков и зон отдыха Пауни. Эйприл крайне незаинтересована в работе, регулярно дремлет за своим столом и постоянно пишет sms. При этом к коллегам относится очень сухо и саркастично. Она была назначена стажёром, потому что проспала вступительные экзамены, в чём винила свою сестру Натали, так как та не разбудила её.
Эйприл имеет англо-пуэрто-Риканское происхождение (она утверждает, что это помогло ей стать живой и яркой личностью), поэтому она довольно хорошо говорит и понимает по-испански. Члены семьи называют её Зузу.

Эйприл была ответственна за загрузку данных по автобиографиям сотрудников на сайт департамента и в шутку загрузила вымышленную биографию для себя, которая гласит:

Эйприл Ладгейт-Двайер родилась в доме Бьорк в Исландии и выросла на острове Пасхи, её родителями были гигантские каменные головы. Она имеет способность стрелять лучами тако из своих рук и может превратить свои ноги в тигров.
По воскресеньям Эйприл любит читать «Семейный цирк» и путешествовать во времени. Её любимый цвет — зеленовато-прозрачный, а её любимый фильм — тот, который вы только что смотрели. Эйприл руководит загрузкой биографий на сайт, и никто не проверяет её работу.

В шестом сезоне во время спиритического сеанса собак Донна описала её:

«Ты красивая, но холодная и отчуждённая. Ты гордишься быть одиночкой. Ты не подчиняешься, ты решаешь сотрудничать. И когда ты перестанешь оголять свои клыки, чтобы подобрать себе пару, то это будет на всю жизнь. И ты очень трепетно относишься к своей стае. Что делает тебя чёрным сибирским хаски».